# Talal I.
Talál I., arabsky: طلال بن عبد الله; Ṭalāl ibn ‘Abd Allāh (26. února 1909, Mekka, Osmanská říše – 7. července 1972, Istanbul, Turecko) byl v letech 1951–1952 králem Jordánska.
Pocházel z dynastie Hášimovců a jeho otcem byl král Abdalláh I., první jordánský král. Byl to nejkratší dobu vládnoucí jordánský král. Abdikoval ze zdravotních důvodů, podle britských lékařů trpěl schizofrenií.

## Život a vláda
Talál ibn Abdalláh al-Hášimí se narodil jako prvorozený 26. února 1909 v Mekce Abdalláhovi ibn Husajnu al-Hášimí a jeho první ženě, pozdější královně Musbah bint Nasser. Byl ve 41. generaci přímým potomkem proroka Mohameda.
Talál byl vzděláván soukromě, studoval na královské vojenské akademii v Sandhurstu, kterou absolvoval v roce 1929. Poté sloužil v hodnosti podporučíka v pluku kavalérie Arabské legie.
Talál se stal jordánským králem 20. července 1951, po zavraždění jeho otce Abdalláha I. v Jeruzalémě. Tehdy se tu nacházel i jeho syn, budoucí král Husajn, který dědečka doprovázel na modlitbu v mešitě al-Aksá. Při atentátu byl princ Husajn také zraněn, ale život mu prý zachránila medaile, kterou měl připnutou na hrudi (udělil mu ji král Abdalláh).
Talal však nevládl dlouho, byl totiž psychicky nemocný, resp. podle britských lékařů trpěl schizofrenií. Během jeho krátké vlády byla přijata liberalizovaná ústava Jordánského hášimovského království. Ústava byla ratifikována dne 1. ledna 1952. Po většinu vlády v roce 1951 ale za Talála vládl jeho poloviční bratr Naif.
Po vynucené abdikaci 11. srpna 1952 (ze zdravotních důvodů – někdy se vedou spory, jak moc byla vynucená) nastoupil na trůn jeho syn a Abdalláhův vnuk, tehdy sedmnáctiletý Husajn I., který vládl až do roku 1999 a stal tak doposud nejdéle vládnoucím jordánským králem, na rozdíl od svého otce, který byl králem vládnoucím nejkratší dobu.
Talál zemřel v Turecku v Istanbulu dne 7. července 1972 a byl pochován v královském mauzoleu v Ammánu.

## Rodina
V roce 1934 si vzal za ženu Zejn al-Šaráf Talál, se kterou měl tyto děti:
- král Husajn I. (1935–1999), jordánský král v letech 1952–1999
- princ Muhammad bin Talál (* 1940)
- princ Hasan bin Talál (* 1947)
- princezna Basma bint Talál (* 1951)

## Vyznamenání
- řetěz Řádu Hášimovců – Irácké království, 1951
- Řád dvou řek I. třídy – Irácké království, 1951
- velkokříž Vojenského záslužného kříže s bílým odznakem – Španělsko, 1. dubna 1952[2]